# Jóhannes Harðarson
Jóhannes Þór Harðarson (Akranes, 28 luglio 1976) è un allenatore di calcio ed ex calciatore islandese, di ruolo centrocampista.

## Carriera

### Club
Harðarson iniziò la carriera in patria, con la maglia dello Akraness, per poi passare agli olandesi del MVV. Giocò poi per Groningen e Veendam. In seguito, si trasferì ai norvegesi dello Start. Debuttò in squadra, in 1. divisjon, il 12 aprile 2004, nel successo per 4-0 sul Pors Grenland. Il 26 settembre dello stesso anno, segnò la prima rete, nella sconfitta per 4-3 sul campo dello Hønefoss. La squadra raggiunse la promozione nella Tippeligaen in quella stagione.
Il 10 aprile 2005 esordì allora nella massima divisione norvegese, andando anche a segno nella vittoria per 3-1 sul Lillestrøm. Rimase in squadra fino al 2008, nonostante la retrocessione del campionato 2007.
Passò successivamente al Flekkerøy.

### Nazionale
Giocò 2 partite per l'Islanda, entrambe nel 2005.

## Palmarès

### Giocatore

#### Competizioni nazionali
- Campionato islandese: 2

ÍA Akraness: 1995, 1996
- Coppa d'Islanda: 1

ÍA Akraness: 1996
- Coppa di Lega islandese: 1

ÍA Akraness: 1996
- 1. divisjon: 1

Start: 2004